# دهستان قرانقو
دهستان قرانقو یکی از دهستان‌های استان آذربایجان شرقی است که در بخش نظرکهریزی شهرستان هشترود واقع شده‌است. دهستان قرانقو با مرکزیت آتش‌بیگ 